# Thomas Ier de Banyuls
Pour les articles homonymes, voir Thomas Ier.
Pour l’article homonyme, voir Thomas II de Banyuls.
 (février 2015).

Armes de Thomas de Banyuls

Thomas Ier de Banyuls (Tomàs de Banyuls i Llupià), né à Nyer en 1556 et mort dans ce même lieu le 15 mai 1627 à l'âge de 71 ans, est un seigneur de Nyer et de Montferrer, gouverneur de Huesca en Aragon. Il est le fondateur en 1625 de la Confrérie de la chapelle de la Vierge dans l'église de Nyer et le chef des Nyerros.

## Éléments de biographie
- Né en 1556 - Nyer (66).
- Fils de Jean François de Banyuls, seigneur de Nyer et de Isabelle de Llupia.
- Marié avec Ursula de Orís y de Foxa ; ils comptent parmi leurs enfants :

1. François (1589-1649) ;
2. Charles (décédé en 1637) ;
3. Hermance (mariée avec le chevalier de Pasqual).

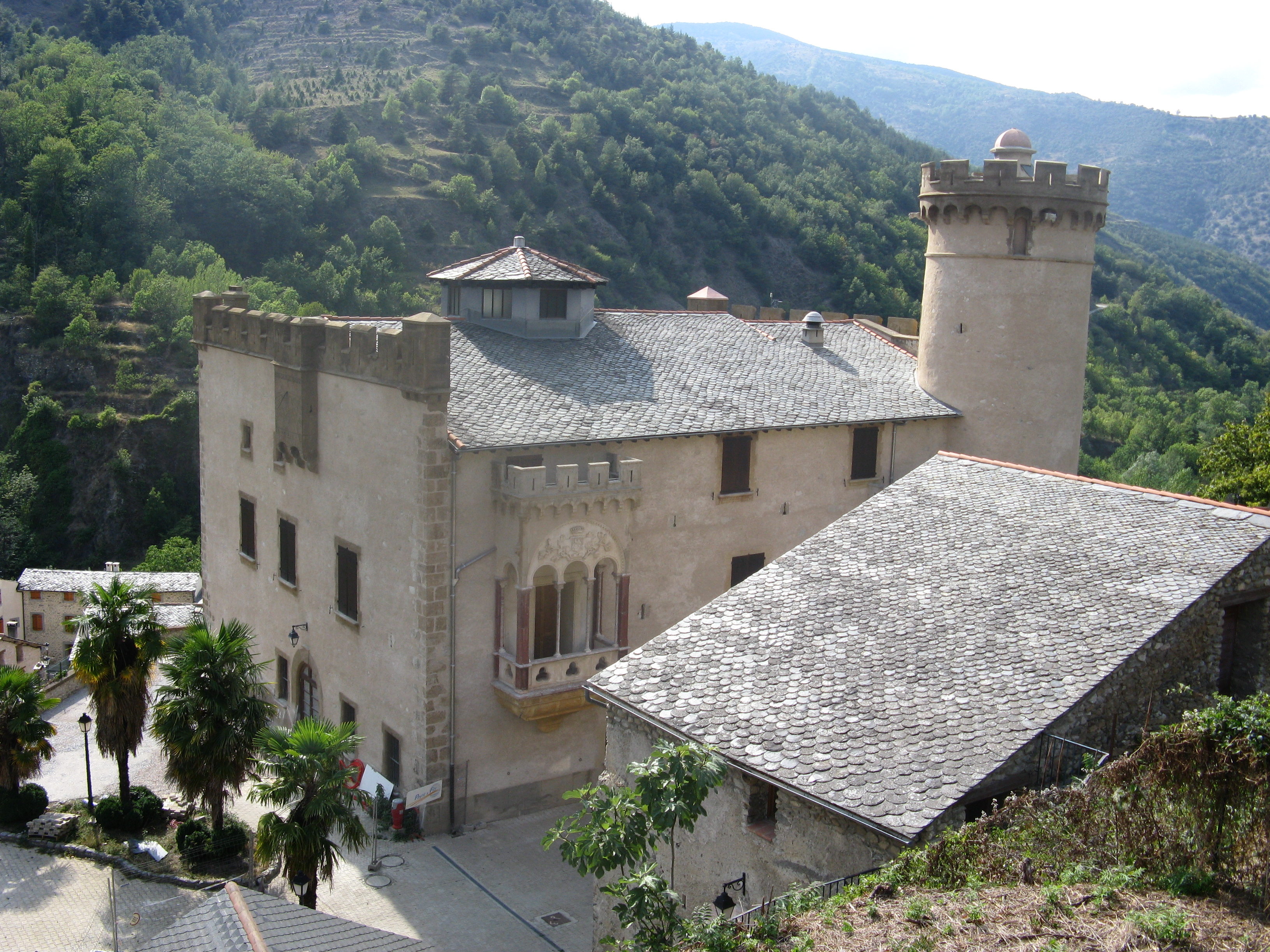
Château de Nyer, résidence de Thomas de Banyuls

- Décédé le 15 mai 1627 à Nyer (66), à l'âge de 71 ans ;
- Inhumé le 17 mai 1627 à Nyer (66), en l'église Saint-Jacques.

## Ses affaires
Il obtient le droit d'explorer et d'exploiter le fer dans tous les comtés du Roussillon et de Cerdagne et y développe des mines.
Malheureusement il est obligé de vendre Montferrer par manque de moyen, les résultats de l'industrie étant plus faible que ce à quoi il s'attendait. 
Ainsi est signée le 30 décembre 1585 la charte de cession de Montferrer au profit de Jean Vilansosa, chirurgien à Barcelone. 
Mais la population de Montferrer préfère Thomas, aussi se cotise-t-elle pour lui permettre de racheter la seigneurie au fils de Jean Vilansosa (3 000 ducats), ce qui est fait le 13 décembre 1610. 
Thomas 1er exerçait un commandement militaire et civil à Huesca ; c'est son fils François III de Banyuls qui s'occupait des terres.
À nouveau harcelé par ses créanciers, il doit vendre une nouvelle fois Montferrer le 12 janvier 1623 à Lluisa Coli y Durán (veuve de Joan Miquel Guanter, notaire de Prats-de-Mollo), qui avait jadis avancé 1.500 livres à Thomas. La seigneurie sera rachetée par son fils François III de Banyuls quelques années plus tard pour rester dans la famille de Banyuls cette fois jusqu'à la Révolution.

## Les Nyerros
Thomas Ier de Banyuls est l'ennemi juré de Joan Cadell, seigneur d'Arsèguel en Cerdagne. Le château de Joan Cadell est décrit comme le niu dels bandolers de Cerdagne (le nid des bandits de Cerdagne). À cette faction, Thomas Ier de Banyuls oppose la sienne: les Nyerros, une milice d'environ 700 hommes.

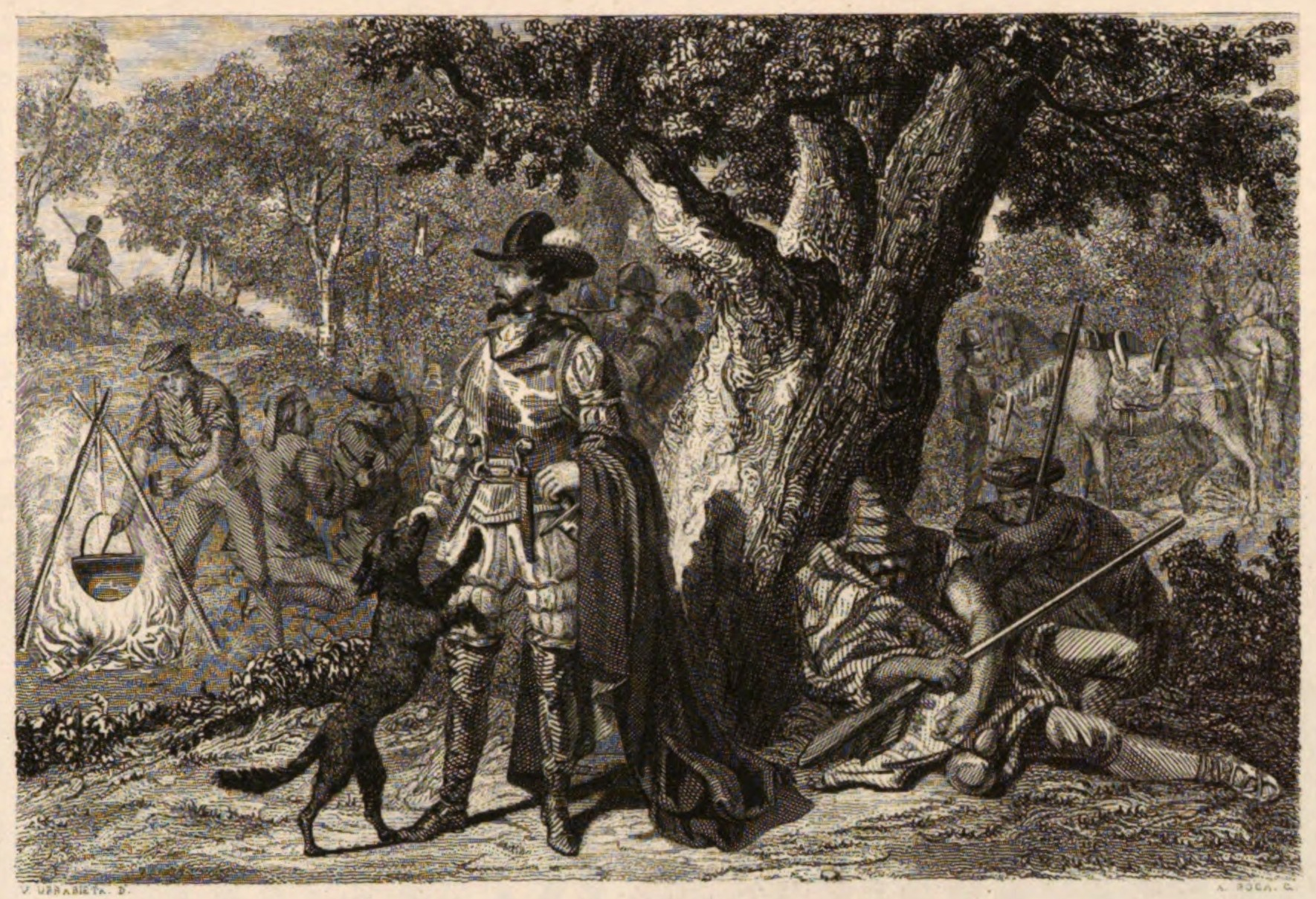
Rocaguinarda et des Nyerros

Il est déclaré ennemi public de Sa Majesté en 1580 après avoir assiégé de Catllar où s'étaient réfugiés ses ennemis Garau et Joan de Llupià et la bataille du pont de Prades qui fit une centaine de morts. Il faut l'intervention de troupes royales venues de Perpignan pour mettre les Nyerros en déroute. Thomas Ier ne se laisse pas faire. Il part à l'assaut des villes et des églises, agresse les gens des mas et attaque même le château de Puigcerdà.
Traqué, Thomas de Banyuls se réfugie à Olette réduit en cendre par les troupes royales, puis à La Bastide, et oppose une vive résistance avec l'aide de soldats huguenots venus de France.
Il est cependant amnistié en 1581, mais condamné à un semi-exil, puisqu'il doit rejoindre à Naples les armées du roi.
Les Nyerros en revanche continueront à faire parler d'eux jusqu'au milieu du XVIIe siècle, lors de la grande instabilité découlant du transfert de souveraineté, la province passant de la couronne d'Aragon au royaume de France.

La seconde partie du XVIe siècle coïncide avec la découverte puis la conquête des Amériques. L'or et l'argent bruts extraits des mines du Mexique et du Pérou arrivent par bateau sur la côte ouest de l'Espagne (Séville et Cadix), puis traversent le pays jusqu'aux ports de Valence et Barcelone d'où ils sont envoyés à Gênes et Florence où se trouvent les banques. Les Nyerros font alors partie des bandes de bandolers (au même titre que les Cadells, leur rivalité allant croissant au fil des années) volant les transporteurs dans la région barcelonaise, profitant de la proximité de la France alors en pleine guerres de Religion pour se mettre à l'abri. Les Nyerros se réfugiaient à Nyer tandis que les Cadells se réfugiaient à Vic. Les bandolers s'assuraient du silence de la population en reversant une partie de leurs prises aux paysans, disposant ainsi de nombreux appuis un peu partout en même temps que de nombreuses caches.

Par la suite, l'épisode des Tercios, milice espagnole sanguinaire lors de la guerre franco-espagnole de 1618 à 1648, puis la réhabilitation de la gabelle par Louis XIV en 1661, alors que celle-ci était abolie depuis 1292, donnent aux Nyerros de bonnes raisons de subsister, afin de constituer une milice d'auto-défense pour protéger les habitants de la région mais aussi d'organiser une contrebande du sel.
De nos jours, les Nyerros existent sous la forme d'une équipe, les Nyerros de la Plana, perpétuant la tradition catalane des Castells, pyramides humaines, édifices éphémères érigés à l'occasion des différentes festivités folkloriques et régionales.

## Bande dessinée

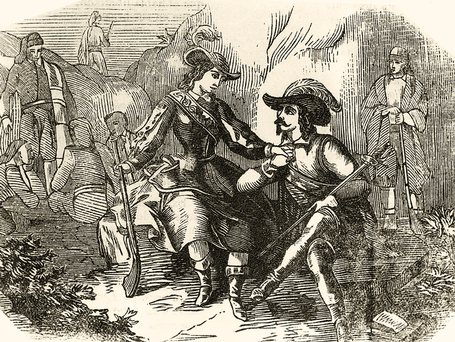
Joan Sale y Ferrer dit Serrallonga

Thomas de Banyuls a été immortalisé dans deux tomes de la série Serrallonga de l'auteur catalan Ricard Dilmé: Serrallonga 1640 et Serrallonga Bandera Negra.

Joan Sale y Ferrer, dénommé aussi Serrallonga, (Viladrau, 23 avril de 1594 - 8 janvier de 1634) était un bandit catalan, contrebandier, devenu un personnage de légende depuis le roman Don Joan de Serrallonga de Víctor Balaguer. Il dut notamment se réfugier sur les terres de Thomas de Banyuls. Un sentier GR de 256 kilomètres traversant les Pyrénées au départ du château de Nyer reconstitue le chemin historique de ses contrebandes entre la France et l'Espagne.

## Sources
- Histoire de la maison des Chevaliers de Banyuls, Barons de Nyer, Marquis de Montferré, Seigneurs de La Rocha, Porcinyans, Fornols, Puig, Réal, Odeillo, Leca, Millepetit 1132-1922, de l'Abbé Jean Capeille.
- Histoire du Roussillon, Paris, tome 1, p. 506, (APO B15 , 139), 1928, éditions Champion (4e série, p. 32-34), et Notices généalogiques, par Henry, baron de Woelmont de Brumagne
- Histoire du Roussillon et Œuvres posthumes de Jean de Gazanyola, augmenté des notes recueillies et classées par Clément de Lacroix.
- La Maison de Banyuls de Montferré et les Familles Alliées de Marie-Suzanne Pollet, tome I et tome II
- Pyrénées-Orientales, Roussillon de Marc Calvet, p. 33.
- L'Ingénieux Hidalgo Don Quichote de la Manche de Miguel de Cervantes Saavedra, 2 LIX, 2 LX et 2 LXI (passage sur les Nyerros/Niarros)
- Encyclopédie Catalane